# 대한민국의 베스트셀러 목록
대한민국의 베스트셀러 목록(Korea Best Seller list)은 대한민국에서 베스트셀러 목록 중 가장 탁월한 목록이다. 교보문고 선정에서 매년 발표한다. 1981년 처음 발표된 이후 지금까지 이어져오고 있다. 

## 연대별
- 1980년대 대한민국의 베스트셀러 목록
- 1990년대 대한민국의 베스트셀러 목록
- 2000년대 대한민국의 베스트셀러 목록
- 2010년대 대한민국의 베스트셀러 목록
- 2020년대 대한민국의 베스트셀러 목록

## 같이 보기
- 베스트셀러